# 김건우 (1963년)
김건우(金健友, 1963년 8월 30일 ~ )는 전 KBO 리그 MBC 청룡, LG 트윈스의 선수이다.
선린상업고등학교 시절 박노준과 함께 고교 야구의 황금기를 이끈 주역이다. 1986년 MBC 청룡에 입단하여 그 해 18승 6패, 평균 자책 1.81을 기록하며 신인왕에 올랐다(15선발승으로 역대 순수신인 선발 최다승 공동 2위). 그러나 이듬해 당한 교통사고 이후에는   하향을 그렸으며 MBC는 본인의 교통사고 때문에 1987년 후기 막판 투수력이 붕괴됐고 이 과정에서 유백만 감독대행이 정삼흠을 이틀 연속 등판시키는 한편  주전 마무리 김용수를 1987년 9월 13일부터 9월 23일 사이  5차례나 투입시키는 등 극약처방을 썼다. 한때 타자로도 전향하여 활동하기도 했다.
은퇴 이후 Xports에서 해설을 맡기도 했으며, 예전에는 강동구에서 리틀야구단을 지도했었고 한때는 원주고등학교  야구부를 지도했고, 2024년에는 태안군 근흥면에서 '건우수제버거'라는 식당을 개업하여 운영하고 있다

## 출신학교
- 서울봉천초등학교
- 선린중학교
- 선린상업고등학교
- 한양대학교
- 예뜨랑 아카데미

## 통산기록
투수 기록
| 년도 | 팀  | 자책점 | 경기수 | 승 | 패 | 세 | 완투 | 완봉 | 이닝  | 피안타 | 사사구 | 탈삼진 | 실점 | 자책점 |
| ---- | --- | ------ | ------ | -- | -- | -- | ---- | ---- | ----- | ------ | ------ | ------ | ---- | ------ |
| 1986 | MBC | 1.81   | 37     | 18 | 6  | 0  | 9    | 2    | 229.1 | 170    | 71     | 102    | 62   | 46     |
| 1987 | MBC | 2.64   | 26     | 12 | 7  | 0  | 6    | 1    | 163.1 | 170    | 5      | 56     | 54   | 48     |
| 1989 | MBC | 3.76   | 10     | 3  | 2  | 2  | 0    | 0    | 38.1  | 40     | 15     | 13     | 17   | 16     |
| 1990 | LG  | 6.21   | 12     | 2  | 3  | 1  | 0    | 0    | 37.2  | 47     | 21     | 13     | 28   | 26     |
| 1991 | LG  | 9.00   | 2      | 1  | 1  | 0  | 0    | 0    | 5     | 5      | 6      | 2      | 6    | 5      |
| 1997 | LG  | 4.63   | 7      | 0  | 0  | 0  | 0    | 0    | 11.2  | 11     | 4      | 11     | 6    | 6      |
| 통산 | -   | 2.73   | 94     | 36 | 19 | 3  | 15   | 3    | 485.1 | 443    | 171    | 197    | 173  | 147    |

타자 기록
| 년도 | 팀  | 타율  | 경기수 | 타수 | 안타 | 2루타 | 3루타 | 홈런 | 타점 | 득점 | 도루 | 사사구 | 삼진 | 장타율 |
| ---- | --- | ----- | ------ | ---- | ---- | ----- | ----- | ---- | ---- | ---- | ---- | ------ | ---- | ------ |
| 1989 | MBC | 0.147 | 10     | 34   | 5    | 2     | 0     | 0    | 3    | 2    | 0    | 1      | 8    | 0.206  |
| 1992 | LG  | 0.276 | 54     | 196  | 54   | 8     | 1     | 8    | 30   | 28   | 2    | 16     | 31   | 0.449  |
| 1993 | LG  | 0.253 | 86     | 229  | 58   | 8     | 0     | 5    | 27   | 20   | 1    | 18     | 47   | 0.354  |
| 통산 | -   | 0.255 | 150    | 459  | 117  | 18    | 1     | 13   | 60   | 50   | 3    | 35     | 86   | 0.383  |